# 福伊爾書店
福伊爾書店（Foyles）是英格蘭的一個連鎖書店企業，在英格蘭設有7家店鋪。福伊爾書店的旗艦店位於倫敦查令十字路。2018年，福伊爾書店被水石書店併購。

## 外部連結
- Foyles （页面存档备份，存于） – 官方網站